# Nathalie Barkun
Nathalie Barkun (belarussisch Наталля Баркун/Natallja Barkun, russisch Наталья Баркун/Natalja Barkun, auch Natalia oder Natalya Barkun; * 10. Januar 1973 in Minsk) ist eine ehemalige Triathletin aus Belarus. Sie ist ETU-Europameisterin auf der Langdistanz (2008).

## Werdegang
Barkun war in ihrer Jugend erfolgreich im Radsport aktiv und begann 1995 nach der Geburt ihres Sohnes mit dem Triathlon.

Von 1995 bis 2008 war sie belarussische Triathlon-Meisterin.
2008 wurde sie in Gérardmer Triathlon-Europameisterin auf der Langdistanz.
Nathalie Barkun startete für den SV Schramberg. Seit 2009 tritt sie nicht mehr international in Erscheinung.

## Sportliche Erfolge
| Datum/Jahr    | Rang | Wettbewerb                                         | Austragungsort | Zeit     | Bemerkung                                                                 |
| ------------- | ---- | -------------------------------------------------- | -------------- | -------- | ------------------------------------------------------------------------- |
| 8. Aug. 2009  | 5    | ETU Long Distance Triathlon European Championships | Prag           | 06:34:43 | auf der Langdistanz                                                       |
| 6. Sep. 2008  | 1    | ETU Long Distance Triathlon European Championships | Gérardmer      | 07:04:35 | Europameisterin auf der Langdistanz, vor der Französin Delphine Pelletier |
| 29. Juni 2008 | 3    | ITU Triathlon World Cup                            | Brasschaat     | 04:07:56 | hinter Nina Kraft und der Dänin Charlotte Kolters                         |
| 17. Juni 2008 | 7    | Militär-Weltmeisterschaft Triathlon                | Otepää         | 02:11:29 | bei den Militärweltspielen auf der olympischen Distanz                    |
| 24. Juni 2007 | 6    | ETU Long Distance Triathlon European Championships | Brasschaat     | 04:16:02 |                                                                           |
| 26. Aug. 2006 | 5    | ETU Long Distance Triathlon European Championships | Almere         | 06:20:51 |                                                                           |
| 1. Juli 2005  | 3    | ETU Long Distance Triathlon European Championships | Säter          | 06:45:10 | hinter Sara Gross und Bella Comerford                                     |
| 13. Juli 2003 | 9    | Ironman Germany                                    | Frankfurt      | 10:08:12 |                                                                           |

| Datum/Jahr | Rang | Wettbewerb            | Austragungsort | Zeit     | Bemerkung |
| ---------- | ---- | --------------------- | -------------- | -------- | --------- |
| Dez. 2003  | 1    | Siebengebirgsmarathon | Aegidienberg   | 03:04:34 | [ 6 ]     |

(DNF – Did Not Finish)